# Viceprimer ministre del Regne Unit
El Vice-primer ministre del Regne Unit (en anglès: Deputy Primer Minister) és un membre del govern del Regne Unit. Aquest càrrec, no sempre existent, no es recolza en cap administració ministerial i és utilitzat pel primer ministre per honrar un membre del seu govern. Al Regne Unit, aquest càrrec no comporta cap poder particular com passa en altres estats, i no està destinat a substituir el primer ministre en casos d'absència o malaltia.
Del 2010 al 2015 ho va ser Nick Clegg, del Partit Liberal-Demòcrata, càrrec que ostentà després de la formació d'un govern de coalició amb David Cameron del Partit Conservador com a primer ministre. Actualment ningú ocupa aquest càrrec.